# Янке, Евгений
Пауль Рудольф Евгений Янке (нем. Eugen Jahnke; 30 ноября 1861, Берлин — 18 октября 1921, Берлин) — немецкий математик, педагог, профессор, доктор философии (1889).

## Биография
в 1881—1885 годах изучал математику и физику в Университете Берлина. Степень доктора философии получил в 1889 году в университете в Галле (диссертация по интегрированию обыкновенных дифференциальных уравнений первого порядка, Галле, 1889).
Работал учителем в средних школах Берлина, где одновременно с 1901 года преподавал в Высшей технической школе Берлин-Шарлоттенбург (сейчас Берлинский технический университет), в 1905 году стал профессором берлинской Горной академии.
В 1919 году был ректором Берлинского технологического института

## Научная деятельность
Автор ряда трудов в области математики. Писал также статьи в соавторстве с другими учёными, О. Люммером, «Spectralgleich. d. schwarzen Körpers und d. blanken Platins» («Wiedemann’s Annalen der Physik», III, 1900), с Люммером и А. Прингсхаймом «Kritisches zur Herleitung d. Wien’schen Spectralgleich.» (там же, IV, 1901).

### Избранные труды
- «Algebr. Integrale algebr. Differentialgleichungen» (XXXV, 1890);
- «Integration d. binom. Differentialgleichungen dritter Ordnung» (там же);
- «Neue Method. z. Entwickel. d. Sigmafunct. eines Argum.» (XXXVII, 1892);
- «Die Differentialbeziehungen für die eindeutigen doppeltperiodischen Functionen zweiter bezw. dritter Art» («Journal für die reine und angewandte Mathematik», CXII, 1893);
- «Zusammenhang zw. d. Element. orthogon. Neuner- und Sechzehnersyst.» (там же, CXVIII, 1897);
- «Dreifach perspectiven Dreiecken zugehörige Punktgruppe» (там же, CXXIII, 1901);
- «Construction gewisser Punkte aus der Dreiecksgeometrie» (там же);
- «Neue Methode zur Herleitung d. Differentialbezieh. für Thetafunct. von 2 Argumenten» («Berichte über die Verhandlungen der Sächsischen Gesellschaft der Wissenschaften zu Leipzig», Mathem.-phys. Klasse, LII, 1900);
- «Nouveaux systèmes orthogonaux pour les dérivées des fonctions thêta de deux arguments» («Congrès international des mathématiciens», Париж, 1900);
- «Ueber Drehungen im vierdimensionalen Raum» («Jahresbericht der Deutschen Mathematiker-Vereinigung», XI, 1902);
- «Elementare Theorie d. Thetafunct. v. l und 2 Argum.» (там же, XII, 1903).

После перехода в 1900 г. в книгоиздательскую фирму Тейбнера издания журнала «Archiv der Mathematik und Physik» к участию в его редакции вместе с двумя другими математиками (Лампе и Мейером) был приглашен и Янке, поместивший в нём статьи:
- «Charles Hermite» (там же);
- «Auszüge aus drei Briefen Steiners an Jacobi» (IV, 1903);
- «Brief von Leverrier an Jacobi. Brief von Liouville an Jacobi» (V, 1903);
- «Ueber dreifach perspektivische Dreiecke in der Dreiecksgeometrie» («Programm», Б., 1900).